# バーニングジャパン
バーニングジャパン( Burning Japan )は、アメリカのネヴァダ州ブラックロック砂漠で開催されるバーニングマンのオフィシャルリージョナルバーンの1つ。また運営団体の名称。
2017年に運営団体として一般社団法人バーニングジャパンが設立されたが、持ち回りの理事に報酬はない。企画から運営まで年間を通して全てのことをボランティアの手によって成り立っている点は、法人設立後も変わりはない。

## 解説
これまでの開催規模は100〜700人と本家バーニングマンの約7万人と比べ物にならないものの、バーニングマンと同じ価値観で形成される実験的なコミュニティを作り上げる事を第一義として継続的に開催されている。
参加者は野外キャンプをして過ごしながら、アートやテーマキャンプと呼ばれる様々な出し物を提供しあう。テーマキャンプの内容は多岐にわたり、パフォーマンスやワークショップ、飲食物のシェア、サウンドシステムを持ち込んでのDJ等に至るまで全て参加者の持ち寄りでまかなわれる。会場内では金銭のやりとりがなく、互いに与え合う事で成立するギフティングの文化が徹底している。
バーニングマン同様、最終日前日の夜に木造を燃やす「Burn（バーン）」が目玉イベントとなっている。2012年は人型だったオブジェクトも2013年からはフェニックスとなりフェニックスバーンと呼ばれる。着火の際には花火やファイヤーパフォーマンスやそえられ、クライマックスの様子を呈する。2018年には木造の「Temple（テンプル）」が建設され、フェニックスバーンとテンプルバーンの両方が行われた。
2019年は開催前にテンプルの建設が終了していたが、台風20号によりバーニングジャパンの開催をキャンセルするに至った。
イベント終了後は「Leave no trace（あとを残さない）」のモットーに従い、参加者が全て片付け持ち帰る。開催費用はチケット販売の収入に頼っており、スポンサーは受けつけない。

## 価値観
十か条の根本理念 (10 Principles)
- 『どんな者をも受け入れる共同体である』(Radical Inclusion)
- 『与えることを喜びとする』(Gifting)
- 『お金もうけのことは忘れる』(Decommodification)
- 『他人の力をあてにしない』(Radical Self-reliance)
- 『本来のあなたを表現する』(Radical Self-expression)
- 『隣人と協力する』(Communal Effort)
- 『法に従い、市民としての責任を果たす』(Civic Responsibility)
- 『あとを残さない』(Leaving No Trace)
- 『積極的に参加する』(Participation)
- 『「いま」を全力で生きる』(Immediacy)

## 開催年/アートテーマ/開催地
- 2012年 「第０回」(山梨県小菅村、玉川キャンプ場)
- 2013年 「Phoenix Switch」(千葉県南房総市、根本マリンキャンプ場)
- 2014年 「Animal」(千葉県南房総市、根本マリンキャンプ場)
- 2015年 「2115」(栃木県栃木市、岩舟山)
- 2016年 「Magic」(新潟県魚沼市、FLYERS PARK)
- 2018年 「Sky Island」(群馬県吾妻郡嬬恋村、嬬恋牧場)
- 2019年 ※台風のため開催中止「Hidden World」(群馬県吾妻郡嬬恋村、嬬恋牧場)
- 2021年 「Electric Circus」(神奈川県足柄下郡湯河原町)
- 2022年 「ExtraTerrestrial」（静岡県沼津市、オートキャンプもぐら）
- 2023年 「Raise Your Torches」（静岡県沼津市、オートキャンプもぐら）
- 2024年 「Gallery of Dreams」(群馬県吾妻郡嬬恋村、嬬恋牧場)
- 2025年 「浮世 The Floating World」(群馬県吾妻郡嬬恋村、嬬恋牧場)

## アジアのリージョナルバーン
バーニングマンでは世界各地のバーニングマンコミュニティの窓口係としてリージョナルコンタクトというボランティアを配置し、その数は変動するものの2014年の時点で28カ国220名に及んでいる。アジアでは、インド、日本、韓国、フィリピン、上海、シンガポール、UAE、台湾で活動している。中でも上海ではドラゴンバーンが2014年から、台湾ではタートルバーンが2019年から開催され、バーニングジャパンとならんで活発である。
リージョナルコンタクトどうしの交流もあり、互いのリージョナルバーンに参加するほか、運営ノウハウの共有などバーニングマンのリージョナルネットワークの中で年間を通してオンライン会議やカンファレンス等が開催されている。